# Horst Hrubesch
Horst Hrubesch (Hamm, Renania del Norte-Westfalia, 17 de abril de 1951) es un exfutbolista y entrenador alemán. Es el actual entrenador de la Selección femenina de Alemania.
Su sobrenombre era Das Kopfball-Ungeheuer (la Bestia de los Cabezazos) por su impresionante manera de cabecear o también conocido como "El Tanque". Con una altura de 1,89 m y una gran fuerza física, Hrubesch fue uno de los más letales centro delanteros de su generación.

## Carrera en Clubes
Jugaba en clubes pequeños hasta los 24 años, cuando firmó por el club alemán Rot-Weiss Essen. Luego, fue comprado por el también club alemán Hamburger SV. Ahí se convirtió en uno de los más peligrosos e intimidantes delanteros de la Bundesliga por lo que pronto fue llamado para jugar por la Selección Nacional de Alemania. Hrubesch fue conocido por su simbiótica relación con su compañero del Hamburgo Manfred Kaltz, un lateral derecho que enviaba unos centros perfectos para la cabeza de Hrubesch, los cuales regularmente terminaban en gol.
Su mayor éxito con el Hamburgo fue en 1983, año en el que ganó la Liga de Campeones, venciendo en la final a la Juventus. Asimismo fue campeón Alemán en 1979, 1982 y 1983. Marcó 136 goles en 224 juegos en la Bundesliga.

## Selección nacional
Su mayor palmarés fue haber ganado la Euro 1980, donde fue pieza fundamental del equipo germano y donde decidió la final con dos goles, el primero de un derechazo cruzado y el segundo de cabeza ante Bélgica en la victoria teutona 2-1. 
Participó en el mundial de España 82 donde jugó 5 partidos, 3 de titular y dos entrando desde el banco. Anotó 1 gol frente a Austria en la victoria por 1-0, y desató el júbilo alemán, anotando el último penal en la agónica definición por penales, en el mítico partido ante Francia en semifinales. Jugó la final ante Italia entrando en el segundo tiempo, pero no pudo evitar la derrota 3-1.
Luego de su satisfactoria carrera, Hrubesch se convirtió en entrenador teniendo tanto éxito como en sus épocas de jugador en la Bundesliga para luego irse a trabajar como entrenador de juveniles para la DFB.
Entre marzo y noviembre de 2018 Hrubesch fue el entrenador de la selección femenina de Alemania. En octubre de 2023 asumió nuevamente  el cargo de forma interina en reemplazo de Martina Voss-Tecklenburg.

## Clubes

### Jugador
| Club              | País             | Año       | Partidos | Goles |
| ----------------- | ---------------- | --------- | -------- | ----- |
| Rot-Weiss Essen   | Alemania Federal | 1975-1978 | 93       | 80    |
| Hamburgo S.V.     | Alemania Federal | 1978-1983 | 159      | 96    |
| Standard de Lieja | Bélgica          | 1983-1985 | 43       | 17    |
| Borussia Dortmund | Alemania Federal | 1985-1986 | 17       | 2     |

### Entrenador
Datos actualizados al último partido dirigido el 23 de mayo de 2021.
| Club/Selección             | País             | Año       | PJ  | PG  | PE | PP | % Victorias |
| -------------------------- | ---------------- | --------- | --- | --- | -- | -- | ----------- |
| Rot-Weiss Essen            | Alemania Federal | 1986-1987 | 48  | 16  | 12 | 20 | 41.66%      |
| SC Westtünnen              | Alemania Federal | 1987-1988 | ?   | ?   | ?  | ?  | ?           |
| VfL Wolfsburgo             | Alemania Federal | 1988-1990 | 71  | 32  | 22 | 17 | 55.4%       |
| FC Swarovski Tirol         | Austria          | 1991-1992 | 14  | 8   | 0  | 6  | 57.14%      |
| FC Hansa Rostock           | Alemania         | 1993      | 19  | 7   | 4  | 8  | 43.86%      |
| Dinamo Dresde              | Alemania         | 1994-1995 | 5   | 0   | 2  | 3  | 13.33%      |
| FK Austria Viena           | Austria          | 1995-1996 | 42  | 16  | 9  | 17 | 45.24%      |
| Samsunspor                 | Turquía          | 1997      | 7   | 2   | 2  | 3  | 38.09%      |
| Selección Alemana Sub-19   | Alemania         | 1999-2000 | ?   | ?   | ?  | ?  | ?           |
| Selección Alemana Sub-17   | Alemania         | 1999-2000 | ?   | ?   | ?  | ?  | ?           |
| Selección Alemana Sub-18   | Alemania         | 2000-2002 | ?   | ?   | ?  | ?  | ?           |
| Selección Alemana Sub-20   | Alemania         | 2001-2002 | ?   | ?   | ?  | ?  | ?           |
| Selección Alemana Sub-19   | Alemania         | 2002-2003 | ?   | ?   | ?  | ?  | ?           |
| Selección Alemana Sub-18   | Alemania         | 2006-2007 | ?   | ?   | ?  | ?  | ?           |
| Selección Alemana Sub-19   | Alemania         | 2007-2008 | 9   | 6   | 1  | 2  | 70.37%      |
| Selección Alemana Sub-20   | Alemania         | 2008-2009 | 12  | 7   | 1  | 4  | 61.11%      |
| Selección Alemana Sub-21   | Alemania         | 2008-2009 | 9   | 4   | 4  | 1  | 59.25%      |
| Selección Alemana Sub-19   | Alemania         | 2009-2010 | 9   | 2   | 2  | 5  | 29.63%      |
| Selección Alemana Sub-18   | Alemania         | 2010-2011 | 9   | 8   | 0  | 1  | 88.89%      |
| Selección Alemana Sub-19   | Alemania         | 2011-2012 | 12  | 7   | 5  | 0  | 72.22%      |
| Selección Alemana Sub-18   | Alemania         | 2012-2013 | 7   | 4   | 1  | 2  | 61.9%       |
| Selección Alemana Sub-21   | Alemania         | 2013-2016 | 26  | 18  | 5  | 3  | 75.64%      |
| Selección Alemana Sub-18   | Alemania         | 2014      | 2   | 0   | 0  | 2  | 0%          |
| Selección alemana olímpica | Alemania         | 2016      | 6   | 3   | 3  | 0  | 66.67%      |
| Hamburgo S.V.              | Alemania         | 2021      | 3   | 2   | 0  | 1  | 66.67%      |
| Total                      | Total            | Total     | 310 | 142 | 73 | 95 | 53.66%      |

## Palmarés

### Como jugador

#### Torneos nacionales
| Título     | Club          | País     | Temporada |
| ---------- | ------------- | -------- | --------- |
| Bundesliga | Hamburgo S.V. | Alemania | 1978–79   |
| Bundesliga | Hamburgo S.V. | Alemania | 1981–82   |
| Bundesliga | Hamburgo S.V. | Alemania | 1982–83   |

#### Torneos internacionales
| Título            | Club                  | Sede   | Temporada |
| ----------------- | --------------------- | ------ | --------- |
| Eurocopa          | Selección de Alemania | Italia | 1980      |
| Liga de Campeones | Hamburgo S.V.         | Grecia | 1982–83   |

### Como entrenador

#### Torneos internacionales
| Título           | Equipo                         | País            | Año  |
| ---------------- | ------------------------------ | --------------- | ---- |
| Eurocopa Sub-19  | Selección de Alemania          | República Checa | 2008 |
| Eurocopa Sub-21  | Selección de Alemania          | Suecia          | 2009 |
| Juegos Olímpicos | Selección de Alemania          | Brasil          | 2016 |
| Juegos Olímpicos | Selección femenina de Alemania | Francia         | 2024 |